# Посольство Египта в Польше

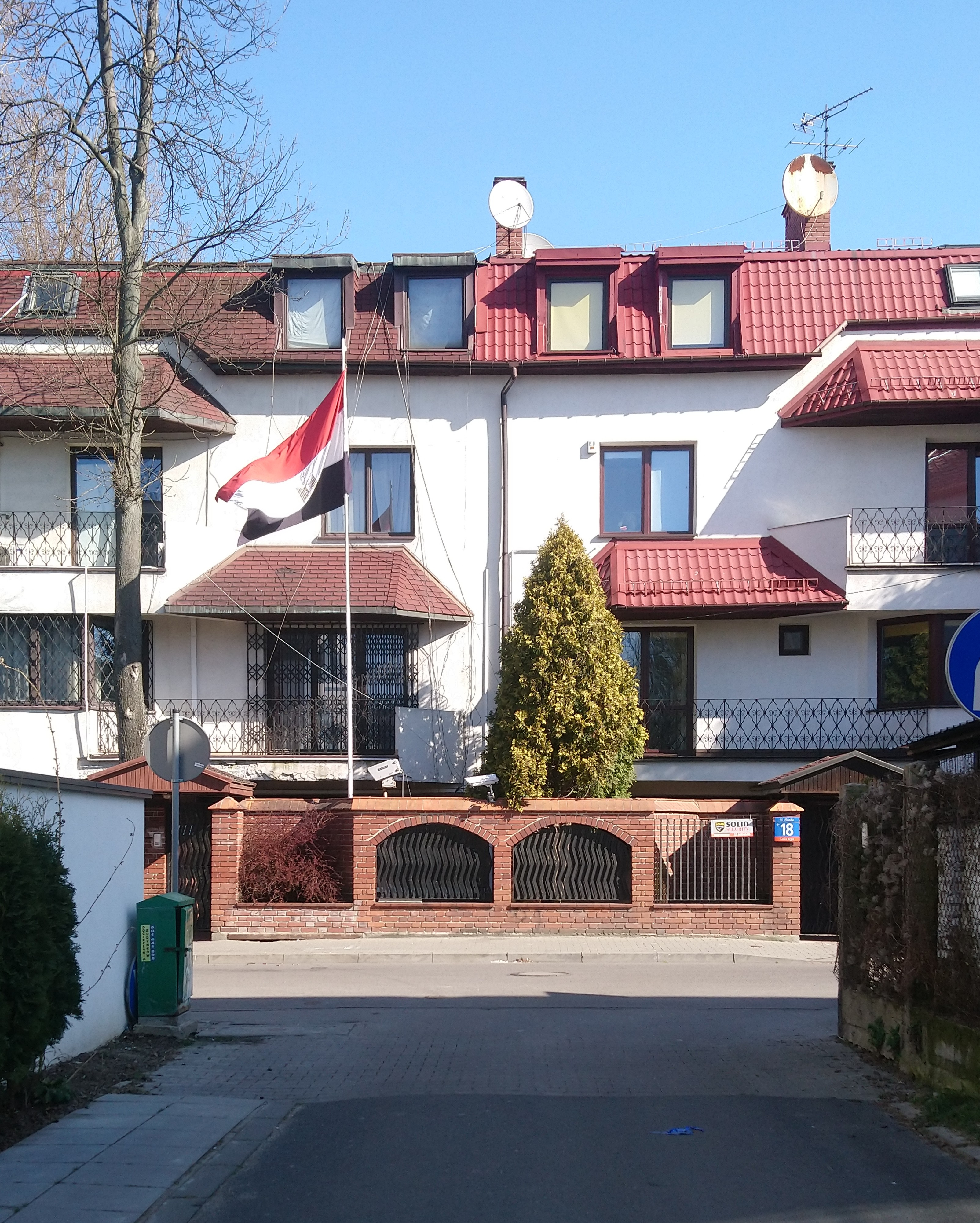
Посольство Арабской Республики Египет в Варшаве

Посольство Арабской Республики Египет в Польше (пол. Ambasada Arabskiej Republiki Egiptu w Polsce; араб. سفارة جمهورية مصر العربية في وارسو‎) — египетское дипломатическое представительство, расположенное в Варшаве, Польша.
Должность Чрезвычайного и Полномочного Посла с 2020 года занимает кадровый египетский дипломат Хатем Тагельдин (англ. Hatem Tageldin).

## История
Дипломатические отношения между Египтом и Польшей были установлены в 1927 году. Первоначально интересы Египта в Польше представляла египетская миссия в Берлине. В 1936 году Египет открыл посольство в Варшаве, которое действовало до начала Второй мировой войны. Миссия возобновила свою деятельность в 1946 году.